# Kamila Kamińska
Kamila Kamińska (ur. 31 grudnia 1988 w Warszawie) – polska aktorka telewizyjna i filmowa.

## Życiorys
Absolwentka Wydziału Aktorskiego PWSFTViT w Łodzi (2014). Laureatka Nagrody za profesjonalny debiut aktorski na Festiwalu Polskich Filmów Fabularnych w Gdyni 2017 za rolę w filmie Najlepszy.

### Życie prywatne
Zaręczona jest z Michałem Meyerem, mają córkę Jaśminę Marię (ur. 17 maja 2021).

## Filmografia
| Rok       | Tytuł                    | Rola                                | Uwagi                             |
| --------- | ------------------------ | ----------------------------------- | --------------------------------- |
| 2013      | To nie koniec świata     | masażystka                          | odc. 13                           |
| 2013      | Hotel 52                 | dziewczyna                          | odc. 80                           |
| 2014      | Karuzela                 | przygodna znajoma Rafała w Berlinie |                                   |
| 2015      | Przyjaciółki             | prowadząca zajęcia                  | odc. 57                           |
| 2015      | Przyjaciółki             | kobieta całująca Szymona            | odc. 62                           |
| 2015      | Na dobre i na złe        | Ewelina                             | odc. 585                          |
| 2016      | Powiedz tak!             | Holecka, żona Krzysztofa            | odc. 12                           |
| 2016      | Strażacy                 | strażaczka Mirka                    | odc. 20                           |
| 2016      | M jak miłość             | lekarka Ania                        | odc. 1210, 1214, 1226, 1237, 1264 |
| 2016      | Druga szansa             | hostessa na premierze               | odc. 8                            |
| 2016      | Czułość                  | Laura                               |                                   |
| 2016      | Belfer                   | selekcjonerka w klubie              | odc. 4                            |
| 2017      | Sztuka kochania          | pacjentka po aborcji                |                                   |
| 2017      | Najlepszy                | Ewa Meller                          |                                   |
| 2017      | Listy do M. 3            | Weronika                            |                                   |
| od 2018   | Barwy szczęścia          | Regina Czapla                       |                                   |
| 2018      | W rytmie serca           | porucznik Iga Stępień               | odc. 19                           |
| 2018      | Diagnoza                 | dr n. med. Kalina Wysocka           |                                   |
| 2019–2021 | Zakochani po uszy        | Sylwia Witos                        |                                   |
| 2019      | Miłość i miłosierdzie    | Faustyna Kowalska                   |                                   |
| 2019      | Pół wieku poezji później | Ornella Vigo                        |                                   |
| 2020      | Jonasz z 2B              | Aśka                                |                                   |
| 2020      | Czyściec                 | żona alkoholika                     |                                   |
| 2021      | Komisarz Mama            | Agata Rybczyńska, żona Jana         |                                   |
| 2021      | Jonasz z maturalnej      | Aśka                                |                                   |
| 2022      | Ojciec Mateusz           | Dominika                            | odc. 356                          |
| 2022      | Papiery na szczęście     | Sylwia Witos                        | odc. 174, 178                     |
| 2022      | Gorzko, gorzko!          | Magda                               |                                   |
| 2022      | Zołza                    | Patrycja                            |                                   |
| 2023      | Polowanie                | Roksana Huss, córka Romana          |                                   |
| 2025      | Piep*zyć Mickiewicza 2   | porn queen                          |                                   |